# Bardello
Bardello är en ort och frazione i kommunen Bardello con Malgesso e Bregano i provinsen Varese i regionen Lombardiet i Italien. 
Bardello var en kommun fram till 31 december 2022 när den uppgick i den nya kommen Bardello con Malgesso e Bregano tillsammans med kommunerna  Bregano och Malgesso. Kommunen Bardello hade 1 592 invånare (2022) på en yta av 2,52 km².